# Gaetano Becherucci
Gaetano Becherucci (San Miniato, 5 agosto 1791 – dopo il 1860) è stato un ingegnere e cartografo italiano del Granducato di Toscana.

## Biografia
Nato a San Miniato nel 1791 in una famiglia numerosa di modeste origini, dal maggio 1822 fu impiegato come geometra primario del Compartimento di Grosseto e lavorò al catasto di Grosseto, Magliano in Toscana, Piombino, Massa Marittima e altri comuni minori. Al 10 agosto 1823 e al 2 maggio 1825 risalgono le mappe catastali rispettivamente di Grosseto e di Massa Marittima, in scala 1:1250 e recanti la firma, che andavano a collocarsi in quella vasta operazione di riorganizzazione e completamento del catasto granducale.
Il 13 dicembre 1825 venne nominato ingegnere di quinta classe dal granduca Leopoldo II di Lorena e iniziò la sua carriera progettando strade e ponti nella Soprintendenza alla conservazione del catasto e al Corpo degli ingegneri di acque e strade. Destinato inizialmente al circondario di Castelfiorentino, fu poi a Pescia dal 1826 e a Campiglia Marittima nel 1832.
Nel 1833 venne trasferito alla Camera di soprintendenza comunitativa di Pisa, prima come impiegato nel circondario di Pontedera, e poi nel capoluogo pisano, dove il 20 luglio 1838 ottenne la promozione a ingegnere di prima classe. È in questo periodo che si concentra la più interessante e corposa produzione di Becherucci, soprattutto in merito alla ricerca topografica e alla progettazione architettonico-urbanistica. Disegnò rilievi e piante del lago di Bientina (1833), delle città di Pontedera (1835) e Ponsacco (1836), dell'agro di Capannoli e di Cascina (1837-1840). Progettò la viabilità di varie comunità del compartimento, in particolare modo di Lavaiano, Pontedera, Cascina e Pisa. Nel capoluogo fu incaricato della progettazione della nuova sede del tribunale e l'ampliamento dell'Accademia di belle arti, in collaborazione con Alessandro Gherardesca e Corrado Puccioni (1837-1838): dette parere negativo all'idea di Gherardesca di unire le due istituzioni in un'unica sede a palazzo Franchetti. Fu anche impiegato in vari studi urbanistici del centro cittadino, realizzando le planimetrie dei terzieri di San Francesco e della Cittadella.
Fu trasferito a Livorno il 31 ottobre 1847, rimanendovi fino al 1860.